# Исландские магические знаки

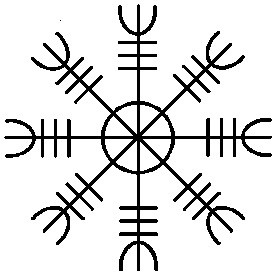
Знак «Эгисхъялм» (Ægishjálmur)

Гальдраставы (исл. Galdrastafir) — магические руноподобные знаки, появившиеся в эпоху раннего Средневековья в Исландии. Представляют собой несколько, или множество, переплетённых рун, нередко сильно стилизованных. На данный момент являются самым малоизученным разделом северной магии.

## Происхождение
Слово «гальдрастав» происходит от слова «гальдр» — «заклинание», и «став» — «дощечка» (исл. galdur), из чего следует, что гальдраставы — знаки, близкие к рунам. Многие гальдраставы представляют собой руны, наложенные одна на одну, и образующие вместе один знак, обычно очень трудночитаемый. Руны «вязались», а не писались в строчку для скрытия истинного значения написанного от непосвящённых.

## Гальдрабоки
Основным источником информации о гальдраставах являлись исландские магические манускрипты — гальдрабоки. До наших дней сохранился только один гальдрабок — Гальдрбук. Не так давно он был переведен на английский. Перевод был опубликован издательством «Сэмюэл Вейзер» в 1989 году. Остальные сведения о гальдраставах были получены из других источников «урывками».
Существуют легендарные свидетельства о двух гальдрабоках. Автором первой книги — Раудскинни («Красная кожа») — является епископ Готтскальк. Согласно легендам, этот манускрипт был записан на кроваво-красной бумаге золотыми рунами. Считается, что он был погребен вместе со своим автором. Гальдра-Лоптур (умерший в 1722 году) попытался выкопать колдуна и завладеть секретами, хранимыми в Раудскинни, однако после его попыток начали ходить легенды о том, что могила епископа заколдована. Лоптуру не удалось добиться своей цели — он сошёл с ума. Таким образом, гальдрабок был навсегда утрачен. Другой манускрипт — Граскинни («Серая кожа»), включал в себя две части, написанные на разных языках, первая — латинскими буквами, вторая ошибочными рунами.

## Классификация[1][2]
Существует несколько видов гальдраставов:
- Эгисхьяльмы (исл. Ægishjálmir) — «шлемы ужаса»
- Гальдрамюнды (исл. Galdramyndir) — «магические рисунки»
- Гальдраставы (исл. Galdrastafir) — магические знаки, или собственно гальдраставы.

### Эгисхьяльмы
Эгисхьяльмы создавались с целью нагнать на врагов панический ужас, настолько сильный, что те впадали в ступор на некоторое время. Часто этот вид гальдраставов связывают со змеями, так как яд некоторых змей парализует жертву. Чаще всего «шлемы ужаса» представляли собой крестообразные узоры, споры о значении которых ведутся по сей день.

### Гальдрамюнды
Гальдрамюнды — единственный тип гальдраставов, который с высокой долей вероятности никак не связан с рунами. Эти знаки представляют собой изображения имевших для исландцев магическое значение вещей и животных. Знаки использовались в различных магических целях. Некоторые исследователи не считают гальдрамюнды гальдраставами, однако, опираясь на исландские традиции, большинство специалистов обозначает гальдрамюнды термином «стафус» (с исл. — «знак»), как и любые другие символы.

### Гальдраставы
Гальдраставы представляют собой «вязаные» руны, о которых упоминалось выше. Сокрытие значения знака — очень распространенное явление в северной традиции, что говорит о том, что это считалось одним из важнейших залогов удачного магического акта. Специалисты до сих пор ломают головы над расшифровкой некоторых знаков.

## Распространение
Гальдраставы чаще всего применялись в Исландии, где и получили наибольшее развитие, особенно в XI — первой половине XVIII веков. В наше время чаще используются не в магических целях, а для привлечения внимания публики. Например, группа Psychic TV оформила с помощью гальдраставов несколько своих альбомов.

## Таблица знаков[3][4]
| Название                      | Описание | Изображение |
| ----------------------------- | --- | ----------- |
| Að fá stúlku                  | Чтобы приворожить девушку. |             |
| Ægishjálmur                   | Шлем страха; чтобы вызвать страх и уберечь от злоупотребления силой.                                                                      |             |
| Angurgapi                     | Писался на днище и верхе бочек. Назначение неясно.                                                                                        |             |
| Brýnslustafir                 | Наносился на оселоки (точильные камни). Назначение неясно.                                                                                |             |
| Draumstafir                   | Чтобы приснилось то, чего желает сердце.                                                                                                  |             |
| Dreprún                       | Чтобы уничтожить скот недруга. |             |
| Feingur                       | Руна плодородия. |             |
| Gapaldur                      | Знаки, наносящиеся на обувь для обеспечения победы в исландской борьбе (глиме). Gapaldur под пятку правой ноги, Ginfaxi под пальцы левой. |             |
| Ginfaxi                       | Знаки, наносящиеся на обувь для обеспечения победы в исландской борьбе (глиме). Gapaldur под пятку правой ноги, Ginfaxi под пальцы левой. |             |
| Hólastafur                    | Чтобы вскрыть рудоносные породы. |             |
| Kaupaloki                     | Чтобы преуспеть в торговле и бизнесе. |             |
| Lásabrjótur                   | Чтобы открыть замок без ключа. |             |
| Máladeilan                    | Для того чтобы выиграть в суде. |             |
| Nábrókarstafur                | Брюки из кожи мертвеца, приносящие огромные деньги.                                                                                       |             |
| Óttastafur                    | Чтобы вызвать страх. |             |
| Rosahringur minni             | Малый круг защиты. |             |
| Smjörhnútur                   | Для защиты масла от использования в магических целях.                                                                                     |             |
| Stafur gegn galdri            | Против колдовства. |             |
| Stafur til að vekja upp draug | Для вызова призраков и злых духов. |             |
| Þjófastafur                   | Против воров. |             |
| Tóustefna                     | Чтобы отвадить лис. |             |
| Varnarstafur Valdemars        | Приносит пользу и счастье. |             |
| Vatnahlífir                   | Защита от утопления. |             |
| Vegvísir                      | Провести путников через непогоду |             |
| Veiðistafur                   | Для удачи в рыбной ловле. |             |